# Typ 1 Ho-Ki
Der Typ 1 Ho-Ki (japanisch 一式装甲兵車 ホキ Isshiki Sōkō Heisha Ho-Ki, dt. „Typ 1 gepanzerter Mannschaftswagen Ho-Ki“) war ein japanisches Kettenfahrzeug, das 1941 (Kōki 2601, daher die Typbezeichnung) vom Kaiserlich Japanischen Heer eingeführt wurde.

## Geschichte

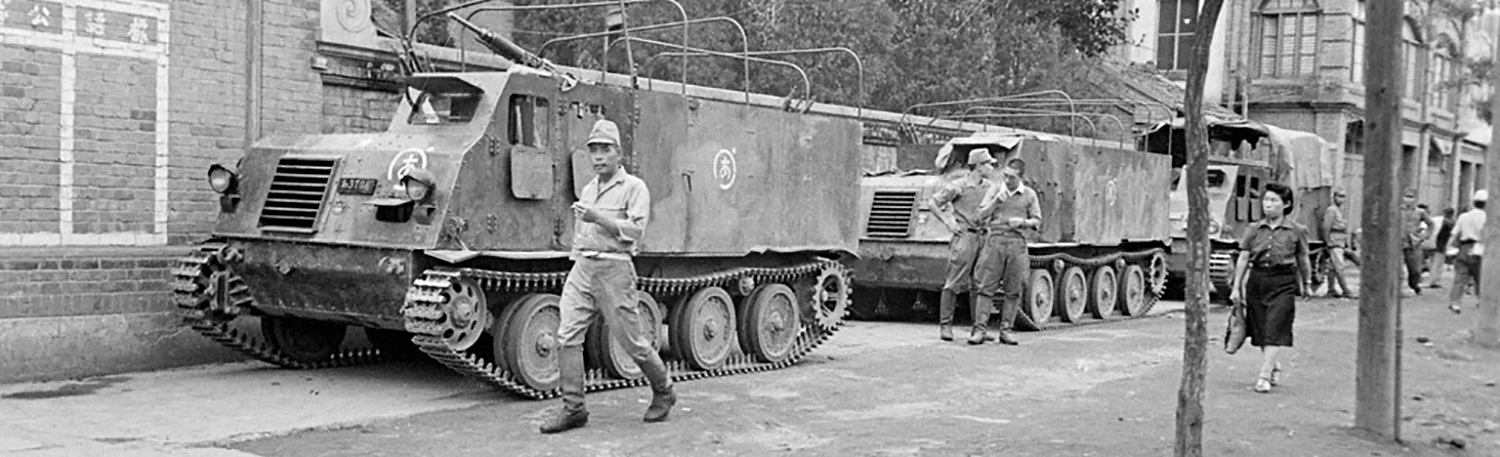
Typ 1 Ho-Kis in China, 1945. Auf dem ersten Ho-Ki ist ein schweres Maschinengewehr Typ 92 montiert.

Seit 1937 führten die Streitkräfte des Japanischen Kaiserreiches den Zweiten Japanisch-Chinesischen Krieg. Durch die Überbrückung großer Distanzen sah sich das Heer immer mehr gefordert, seine Infanterie in gepanzerten Mannschaftstransportwagen ins Kampfgebiet zu bringen. Die bis dato verwendeten Fahrzeuge hatten nicht überzeugt, und so wurde 1941 die Forderung nach einem gepanzerten Fahrzeug laut, das sowohl eine Gruppe Soldaten transportieren konnte als auch als Zugmaschine einsetzbar war. 1941 wurde der Typ 1 Ho-Ki präsentiert. Parallel dazu wurde der Typ 1 Ho-Ha entwickelt, der prinzipiell die gleichen Anforderungen erfüllte, jedoch ein Halbkettenfahrzeug war. Die Produktion lief erst 1944 an und etwa 200 Exemplare wurden gefertigt. Einige Ho-Kis wurden der 14. Regionalarmee auf den Philippinen zugeteilt, wo sie auf Leyte und Luzon von US-Truppen entweder erobert oder zerstört wurden.

## Technik

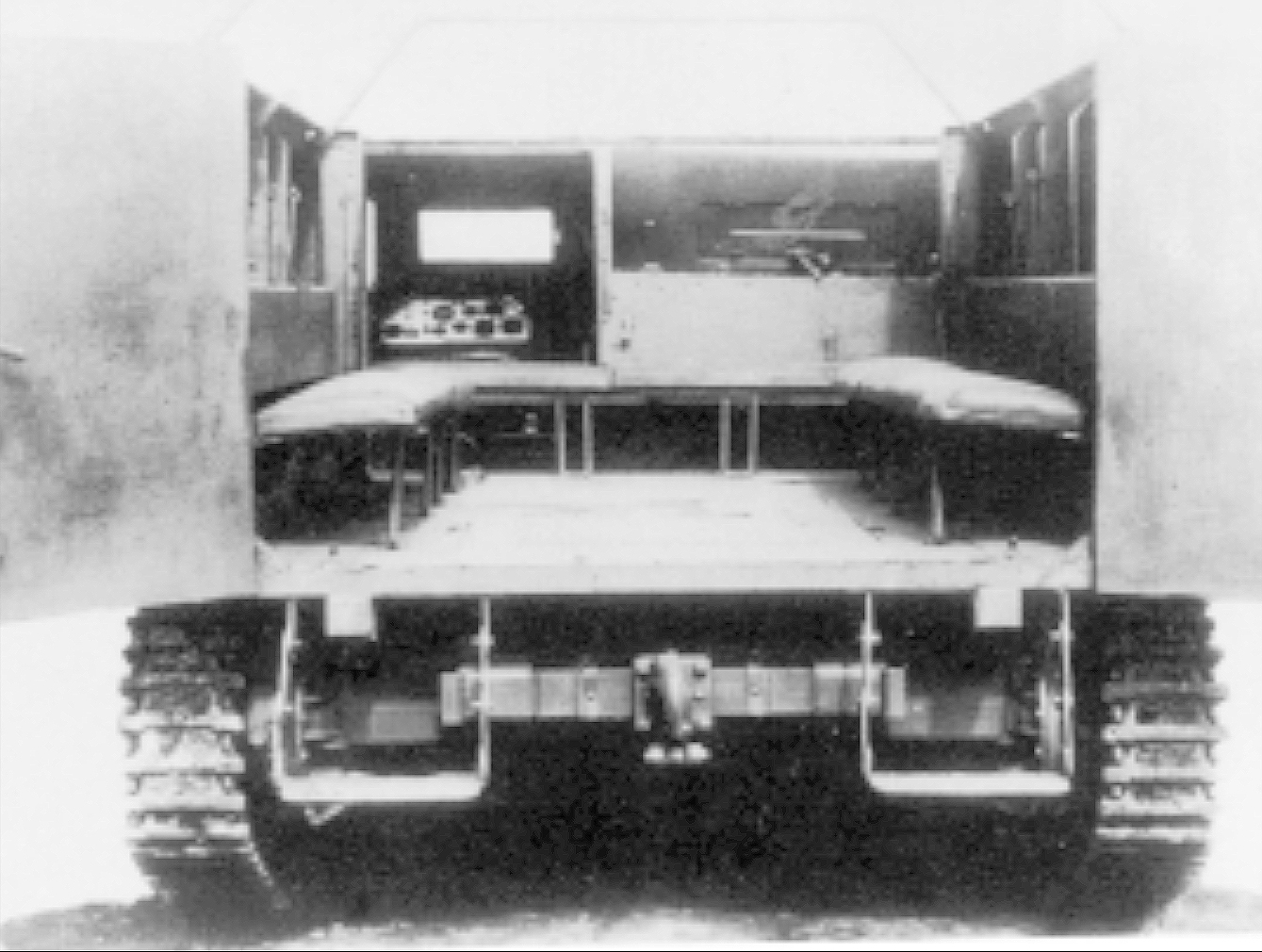
Rückansicht des Typ 1 Ho-Ki

Der Typ 1 Ho-Ki war rundum (nach oben hin offen) mit 6-mm-Panzerung versehen und war so vor Beschuss von Infanteriewaffen geschützt. Der Fahrer, der vorne links im Führerhaus saß, konnte bei Feindfeuer gepanzerte Blenden niederlassen, die über Sichtschlitze verfügten. Hinter dem Fahrer konnte noch ein weiterer Soldat im Führerhaus sitzen. Der Ho-Ki konnte 12 Soldaten sitzend transportieren, die sich seitlich auf Bänken gegenübersaßen. Zusätzlich konnten weitere 12 stehend zwischen den Sitzbänken transportiert werden. Zum Betreten und Verlassen der Transportfläche waren rechts und links hinter dem Führerstand Türen angebracht. Am Heck des Fahrzeuges befand sich eine Flügeltür. Der Fahrer saß vorne links im Führerhaus, das über eine eigene Tür verfügte. Das Fahrzeug wurde von einem luftgekühlten 6-Zylinder-Dieselmotor angetrieben. Die Kettenräder und Antrieb waren dem Typ 95 Ha-Gō-Panzer entnommen, hatten aber eine längere und breitere Kette als dieser. Die Räder hatten eine unabhängige Einzelaufhängung. Durch die gleiche Motorisierung und das geringere Gewicht zum Typ 95 hatte der Ho-Ki gute Geländeeigenschaften und bewährte sich auch als Zugmaschine für Geschütze. Obwohl der Ho-Ki nicht bewaffnet war, hatte er Sockelvorrichtungen für vier Maschinengewehre.